# Munida macphersoni
Munida macphersoni is een tienpotigensoort uit de familie van de Munididae. De wetenschappelijke naam van de soort is voor het eerst geldig gepubliceerd in 2011 door Cabezas, Lin & Chan.